# ポートロワイヤルの戦い (1690年)
1690年のポートロワイヤルの戦い（Battle of Port Royal）は、アカディアの首都ポートロワイヤルで起こった、ウィリアム王戦争の戦闘である。この、北米植民地戦争最初の戦争で、ニューイングランドの民兵による大規模な戦力がポートロワイヤルに出現し、この町はほどなく降伏した。
サー・ウィリアム・フィップスに率いられたニューイングランド軍は、降伏条件に、アカディア人の妨害が入ったと決めつけ、町と要塞とで略奪行為を行った。この行為は、過去のアカディアへの軍事行動では一度も例がなく、この略奪行為により、アカディアとニューイングランドの関係は疎遠になり、両者の信頼は破壊され、将来関係をより難しくした。

## 遠征計画
1688年、大同盟戦争がヨーロッパではじまり、フランスへの対抗のために、1689年、大同盟にイングランドが加わって、規模が拡大された。 ヌーベルフランス当局は、1688年の、名誉革命の余波による混乱で、緊張状態にあるニューイングランドやニューヨーク植民地の辺境に、同盟を結んだ先住民と襲撃を仕掛けるため資金をつぎ込んでいた。1690年の2つの襲撃、シュネクタディの虐殺と、サーモンフォールズの奇襲はマサチューセッツ湾植民地当局を怒らせ、アカディアに向けて報復するための遠征が認められた。

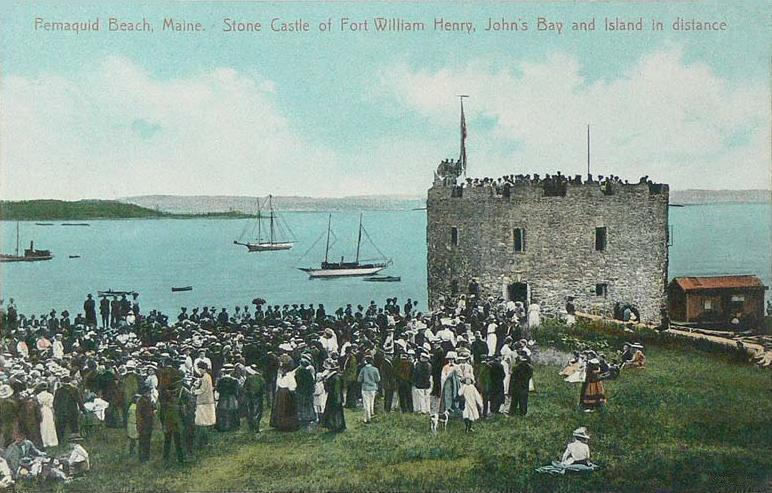
フォート・ウィリアム・ヘンリー（19世紀の絵葉書）

アカディアへの遠征計画が最初に持ち上がったのは、1689年の8月、ペマキド（現メイン州ブリストル）のフォート・ウィリアム・ヘンリーが、フランスのと先住民の手に落ちた時だった。その年の12月、マサチューセッツ湾当局は、基本的に志願兵から成る遠征隊を認可し、それを組織するための委員会を立ち上げた。しかし、1690年の襲撃の後で、遠征が火急を要するものとなり、公的な支援が増え、高名な入植者何名かが、遠征隊の指揮官として検討された。遠征隊を大々的に提案した一人である交易業者のジョン・ネルソンは、かつて、アカディアのフランス系住民相手に取引をしていたため見送られた。 最終的に、サー・ウィリアム・フィップスで決まりとなった。フィップスはメイン生まれで、軍の経験はなかったが、西インド諸島で難破した財宝船を見つけ、それで名声を得た人物だった。3月24日、フィップスは少将に任命され、遠征隊の指揮をゆだねられた。

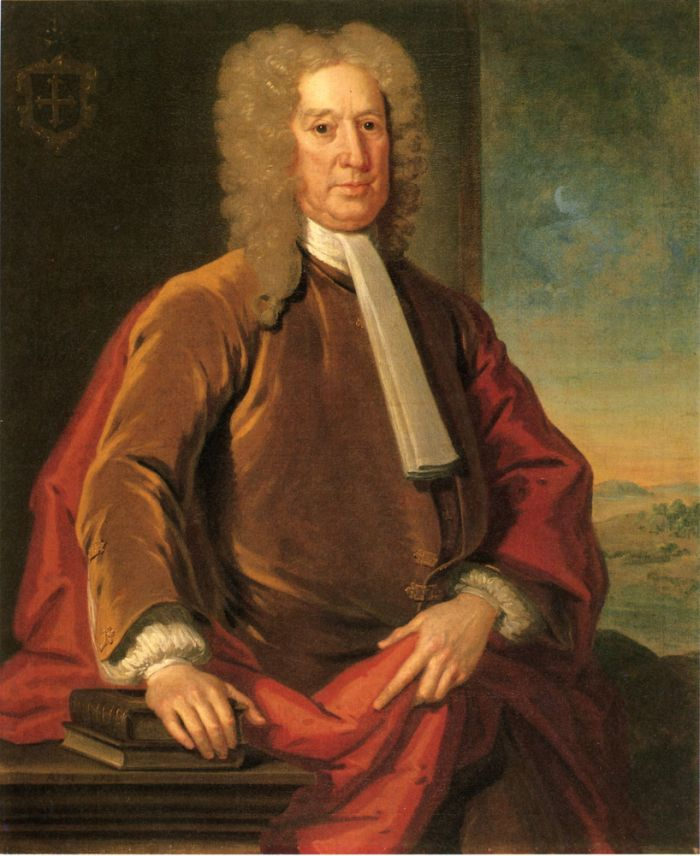
ジョン・ネルソン

1690年4月28日、フィップスは5隻から成る艦隊を率いてボストンを出航した。従軍した植民地兵は446人だった。旗艦である「シックス・フレンズ」は42の砲門があった、「ポーキュパイン」には16台だった。あとはスループ船の「メアリー」と、2隻のケッチ（マストが2本の沿岸用の帆船）だった。マウント・デザート島で、バーク船（マストが3本の帆船）「ユニオン」、そしてもう1隻のケッチ船と合流した。ペノブスコット湾とパサマクォディ湾とで、フランスがどこの土地を抑えているかを調べてから、フィップスはポートロワイヤルへ向かい、5月9日、その近くに到着した。翌朝早く、町に入る前に、フィップスはピエール・メランソン・ディ・ラベルデュールと会った。この人物は、英語も話せるフランス人の清教徒（ユグノー）で、この町の今の状況を確認した後、フィップスは錨を上げ、ポートロワイヤルへと向かった。

## 降伏

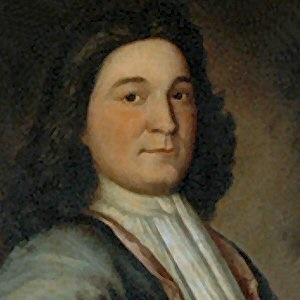
サー・ウィリアム・フィップス

フランスの駐屯兵は、90人に満たないほどの人数で、要塞は半壊の状態だった。1689年の10月、工兵が、総督ルイ＝アレクサンドル・デ・フリシュ・ド・メンヌヴァルの反対を押し切って、新しいのを作るため、以前のを取り壊していたのだ。そのため要塞に大砲は皆無で、あまつさえ、駐屯兵の銃剣は19丁しかなかった。
5月10日、フィップスはメンヌヴァルに使いをやり、この町の降伏を要求した。メンヌヴァルは、地元の聖職者であるルイ・プティをよこして、降伏の条件を取り決めさせた。メンヌヴァルとフィップスは、ポートロワイヤルの住民と、アカディア人の財産を守ること、カトリックの礼拝を今後も継続することに合意した。翌日、メンヌヴァルがシックス・フレンズを訪れ、複数の立会人により、条件の再確認がなされたが、フィップスは、条件を明文化するのを拒否した。

## 略奪行為
降伏の後何が起こり、その動機が何であったのかは、研究者の間でも議論の対象となっている。というのも、フランスの文献とイギリスの文献とでは、多くの相違点が見られるからだ。降伏の条件は不履行となり、ニューイングランドの民兵は、要塞のみならず町をも荒らし、教会までも冒涜した。住民の財産は略奪され、家畜は殺された。イングランドによれば、フランスの兵と住民とは、条件の再確認が行われている間、要塞にある食糧の備蓄を移動させていた。通常、勝利した側が略奪してしまうからだ。食糧の移動のことを知ったフィップスは、激怒し、合意の無効を宣言し、兵たちに略奪を許した。
フランスの言い分はこれとはわずかに違っている。恐らくは、総督のメンヌヴァルが、フィップスの元に談判で訪れた際に、細々した指示を出しておらず、一部の駐屯兵が酒を飲み始め、そのうえ、メンヌヴァルの政敵の支持者である、フランソワ＝マリ・ペロという商人の店に乱入し、商品を持ち去ったというのである。兵たちが、他の商人や、総督府からも同じことをしたのかどうかははっきりしない。「キングズ・ストアズ」だけが降伏に賛成していたため、フィップスの伝記作者であるベーカーとレイドはこう書いている、「合意条件が不履行となったのかどうか、それに関しては疑う余地がある」
メンヌヴァルとプティがこの降伏に関してまとめた文書では、要塞の規模と駐屯兵の人数からして、フィップスが、降伏だけではもの足らず、フランス人兵士の行動を理由に合意破棄に及んだのだと主張している 。しかしながら、フィップスがポートロワイヤルに近づくその前に、ラベルデュールと会っており、町の要塞や駐屯兵に関して、恐らくは信頼のおける評価がなされていたであろうことから、この可能性は低い。
伝記作者たちは、フィップスは恐らく、可能な限りの略奪を「せざるをえなかった」のではないかと仮定している。遠征での略奪品は、費用に充当されると考えられ、フィップスの口頭での降伏合意は、いざ降伏となった時のために、おぜん立てされた逃げ道だったということである。

## アカディアのその後

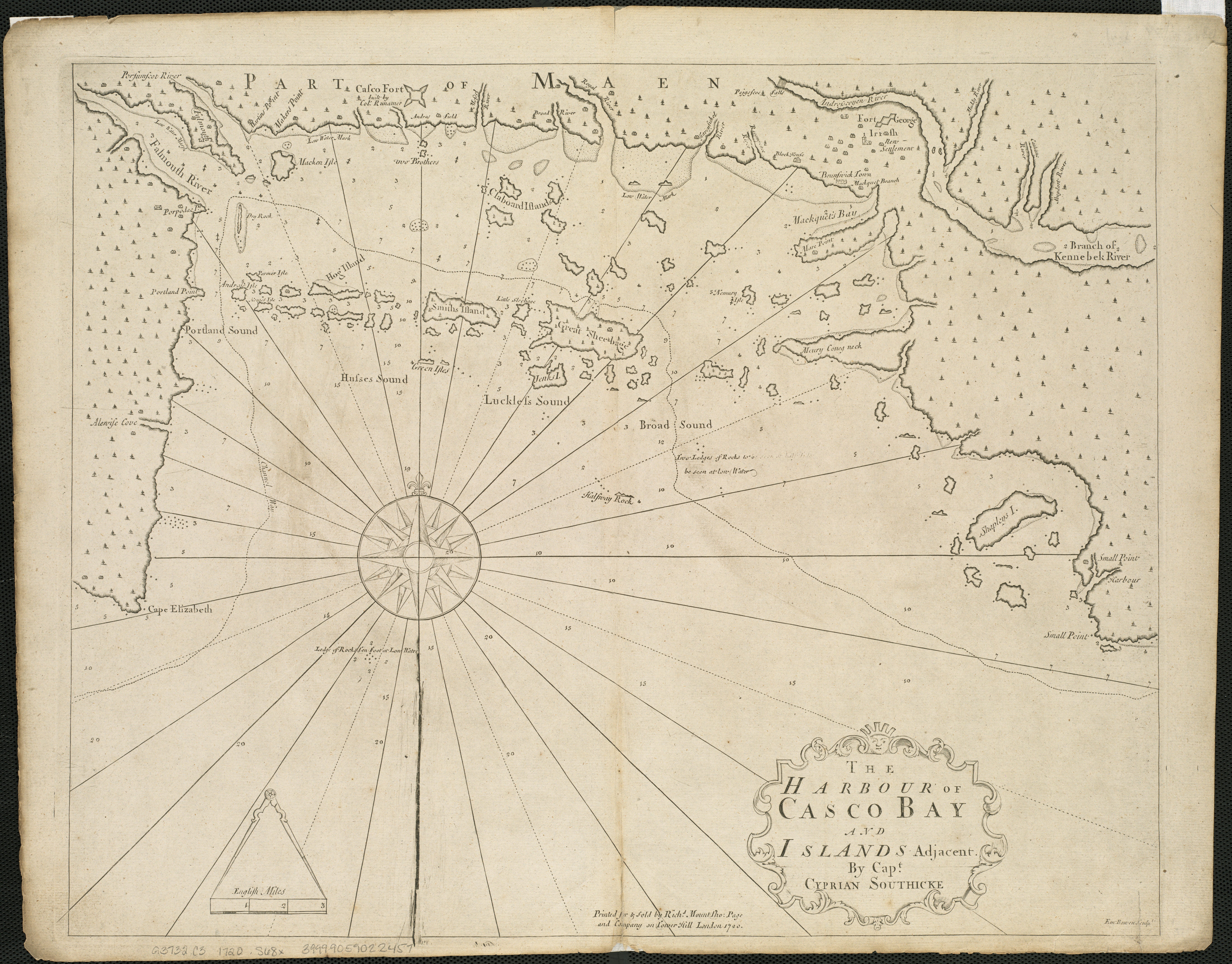
シプリアン・サウザックによるカスコ湾の海図

フィップスは、アカディアの小作人に、当時の共同統治者、国王ウィリアムと女王メアリーとに忠誠を誓わせようとした。また、新しい政府をアカディアに作ろうともした。自ら、アカディアのフランス系住民を選任して議会を作り、暫定的政府を組織したが、この議会による政府は長くは続かなかった。メネバルの補佐官であるジョゼフ・ロビノー・ド・ヴィユボンが、6月にフランスからポートロワイヤルに戻って来て、フランス人による行政府を再建したのである。彼は首都を、防御の意味からサンジャン川に移転し、アベナキ族との提携で軍事活動を改善した。フィップスの遠征隊が帰国してほどなく、ポートロワイヤルは海賊の襲撃に晒され、ヴィユボンがフランスからのって来た船を奪い、建物を壊して家畜を殺した。伝えられるところでは、一部の住民も殺害されたと言われる。
フィップスはシプリアン・サウザックをポーキュパインの指揮官に派遣し、アカディア半島の大西洋岸にある漁港を襲うように命令した。サウザックはチェダブクトにあるサン・ルイ漁港の征服を進めて行った。フィップスはボストンに戻った。その年の後半に、フィップスはやはりボストンからケベックに遠征したが、これは失敗に終わった。フィップスはニューイングランドではなおも人気があり、1692年に、イギリス国王ウィリアムから総督に任命された。彼は、1694年の終わりに召喚されるまで、戦争に関わりつづけた。
この遠征は、ニューイングランド住民と、フランス帝国の上層部との関係が、着実に悪化して行く時代のまさに頂点に行われ、両者の関係は見直しをせまられた。交易も影響を受け、ジョン・ネルソンが中心となっていた、ミクマク族やアカディア人との取引は儲けは多かったが、遠征を統御するのには失敗した。

## 関連書籍
- Parks Canada, Port Royal National Historic Site brochure, undated (2001 ?).
- A Journal of The Proceedings In The Late Expedition To Port-Royal, On Board Their Majesties Ship, The Six Friends, The Honourable Sr. William Phipps Knight, Commander In Chief &c. A True Copy, Attested By Joshua Natstock Clerk.